# Северо-восточный помо
Северо-восточный помо (Northeastern Pomo, Salt Pomo) - мёртвый индейский язык, который принадлежит помоанской языковой семье, на котором раньше говорил народ помо, который проживает на притоке реки Сакраменто, в долине прибрежной области около Стори-Крик штата Калифорния в США. Последний говорящий на языке умер в 1961 году. Сейчас народ говорит на английском языке.